# Asia Film Company
Asia Film Company – pierwsza chińska wytwórnia filmowa.
Założona została w Szanghaju w 1909 r. przez Benjamina Polaskiego (inne źródło podaje nazwisko Benjamin Brodsky), Amerykanina, rosyjskiego pochodzenia. W 1912 lub 1913 r. założyciel sprzedał swoje udziały niejakim T.H. Sufferowi i człowiekowi o nazwisku Yashell. Firma nawiązała współpracę z grupą teatralną Xinmin prowadzoną przez Zhenga Zhengqiu i Zhanga Shichuang.
W 1914 r. z powodu trudności w dostępie do taśmy filmowej, spowodowanych przez I wojnę światową, wytwórnia przestała istnieć.